# Jos Monballyu
Jos Monballyu (Roeselare, 26 augustus 1948) is een Belgisch historicus en hoogleraar.

## Levensloop
Hij is een zoon van Piet Monballyu (1917-1994), gedeputeerde voor de provincie West-Vlaanderen (1957-1977) en van Maria D'Haene. Hij zelf trouwde met Helene Van Wymelbeke (°Kortrijk, 1948) en ze kregen een dochter.
Hij volgde lager en middelbaar onderwijs aan het Sint-Amandscollege en het Damiaancollege in Kortrijk.
Hij studeerde aan de Katholieke Universiteit Leuven:
- Moderne geschiedenis (1966-1971), met promotie tot licentiaat in geschiedenis.
- Rechten (1967-1971), met promotie tot doctor in de rechten en licentiaat in sociaal recht (1971).
- Doctor in de rechten op proefschrift: 'Het gerecht in de kasselrij Kortrijk (1515-1621)', juni 1976.

Hij werd vervolgens beroepshalve actief aan de rechtsfaculteit van de Katholieke Universiteit Leuven:
- assistent (1971-1976).
- eerstaanwezend assistent (1976-1981).
- werkleider en docent (1981-1985).
- hoogleraar (1985-1990).
- gewoon hoogleraar (1990-2013).
- emeritus hoogleraar sinds 1 oktober 2013.

Monballyu doceerde in de KUL-KULAK de volgende vakken:
- Geschiedenis van het recht na 1500, in de tweede kandidatuur rechten Leuven en Kortrijk,
- Geschiedenis van het privaatrecht, in de tweede kandidatuur rechten, later tweede baccalaureaat rechten Leuven en Kortrijk,
- Geschiedenis van de instellingen van de Nieuwe Tijd, in de licenties geschiedenis in Leuven,
- Seminarie Geschiedenis van de instellingen van de Nieuwe Tijd, in de licenties geschiedenis in Leuven,
- Rechtsgeschiedenis, in de licenties, later masters rechten Leuven,
- Inleiding tot het recht, in het eerste jaar oude en moderne geschiedenis, japanologie, arabistiek, sinologie in Leuven, in het eerste jaar geschiedenis KULAK en in het eerste jaar toegepaste economie.
- Bronnen en beginselen van het recht en Rechtsmethodiek aan de KULAK.

Onder zijn andere universitaire activiteiten zijn te vermelden:
- bibliotheekverantwoordelijke rechten aan de KULAK (1983-1988),
- studentenverantwoordelijke aan de KULAK (1984-1988),
- lid van het faculteitsbureau in Leuven gedurende vijf jaar,
- voorzitter van het onderwijs-managementteam aan de KULAK,
- lid van de beoordelingscommissie rechten,
- voorzitter van diverse examencommissies.

Hij was ook nog:
- voorzitter van het Comité voor Rechtsgeschiedenis van de Koninklijke Academie voor Letteren en wetenschappen (1996-2012).
- redactielid-voorzitter van 'The Legal History Review' (1985-2012).
- lid van de 'Koninklijke Commissie voor de uitgave van de oude wetten en verordeningen van België',
- lid van het Genootschap voor Geschiedenis te Brugge.

Ook buiten de KU Leuven ontwikkelde hij doceeractiviteiten:
- Universiteit Antwerpen: deeltijds docent aan de Rechtsfaculteit (1977-1990) voor 'Rechtsgeschiedenis' (laatste jaar licenties rechten).
- Provinciale Hogeschool voor bestuurswetenschappen Antwerpen: deeltijds docent (1978-1986) voor 'Geschiedenis van de hedendaagse instellingen'.
- Universiteit Brussel: deeltijds docent voor 'Rechtsgeschiedenis' (2008-2013).

Zijn activiteiten buiten de academische wereld behelsden:
- Advocaat aan de balie van Leuven (1973-1983).
- Advocaat aan de balie van Kortrijk (1983-1984).
- Buitengewoon opdrachthouder voor het hoger onderwijs op het kabinet van Vlaams Minister van Onderwijs Daniel Coens (1988-1992) belast met de hervorming van het universitair onderwijs. In deze hoedanigheid was hij ontwerper van het decreet van 12 juni 1991 betreffende de universiteiten in de Vlaamse gemeenschap en van het bijzonder decreet van 26 juni 1991 betreffende de Rijksuniversiteit Gent en het Rijksuniversitair Centrum Antwerpen.
- Deeltijds adviseur voor het hoger onderwijs op het kabinet van Vlaams Minister van Cultuur Hugo Weckx (1992-1995).
- Voorzitter van Familiehulp Kortrijk (1983-1995).
- Lid van de Raad van bestuur van de vzw Familiehulp (Brussel).
- Voorzitter van de PMS-centra Kortrijk (1984-1988).
- Provincieraadslid voor West-Vlaanderen (1991-2006).
- Ondervoorzitter van de Intercommunale voor streekontwikkeling 'Leiedal' (1994-2007).
- Voorzitter van de Hogeschool West-Vlaanderen (1995-2006).
- Bestuurslid van de Associatie Universiteit Gent (2001-2006).
- Bestuurslid van de Vlerick Gent-Leuven Management School (1998-2006).
- Voorzitter van de sociale kredietmaatschappij 'Elk zijn huis' (1992-2018).
- Voorzitter van de sociale bouwmaatschappij 'Eigen Gift, Eigen Hulp' in Kuurne (1994-2016).

In 2014 verleende de Universiteit Gent hem de Sartonmedaille.

## Publicaties
Monballyu verrichtte vele jaren onderzoek, voornamelijk toegespitst op verschillende aspecten van de rechtsgeschiedenis onder het ancien regime, zoals de juridische organisatie binnen de Raad van Vlaanderen en verschillende lokale besturen, in de eerste plaats in Kortrijk. Aan het strafrecht en het familierecht wijdde hij grote overzichtswerken. Vanaf 1980 begon hij publicaties over hekserij, toverij, terechtstellingen en folteringen. Tegen het einde van zijn loopbaan trad hij buiten zijn periode van specialisatie en schreef talrijke bijdragen over de strafoptredens tegen collaborateurs na de Eerste en de Tweede Wereldoorlog en over 'de jacht op Flaminganten'.
- De schepenrechtspraak te Kortrijk. Organisatie - Bevoegdheid (1540-1600), Licentiaatsverhandeling KU Leuven, Leuven, 1973.
- De gerechtelijke bevoegdheid van de Kortrijkse schepenen over hun poorters, in: De Leiegouw, 1973.
- De rechten en bevoegdheden van de Kortrijkse hoogbaljuw, in: De Leiegouw, 1974.
- De bescherming van de rechten van de Kortrijkse poorters door de Kortrijkse schepenbank in de Middeleeuwen en de Moderne Tijd, in: Federatie van Kringen voor Oudheidkunde en Geschiedenis van België. XLIIIe congres, Annalen, Sint-Niklaas, 1974.
- Ferdinand Van der Schuere, schepen en notaris, in: Nationaal Biografisch Woordenboek, Brussel, T. VI, 1974.
- De 'Costumen van de Erfscheeders' van Kortrijk volgens een optekening van omstreeks 1620, in: Handelingen van de Koninklijke Commissie voor de uitgave der Oude Wetten en Verordeningen van België, 1975.
- Een gevaarlijk varken in Kortrijk in 1562. Een dierenproces voor de schepenen van Kortrijk, in: De Leiegouw, 1975.
- In: 550 jaar Universiteit te Leuven, Leuven, 1975:
  - Henricus de Piro, Super Institutis
  - Nicolaas Everaerts,
  - Viglius Aytta van Zwichem,
  - Theophilus Antecessor,
  - Petrus Peckius de Oude,
  - Het grafmonument van Gerard Corselius,
  - Petrus Stockmans,
  - J.M.F. Birnbaum,
  - Emile Van Dievoet.
- Het gerecht in de kasselrij Kortrijk (1515-1621), doctoraatsverhandeling KU-Leuven, Leuven, 1976.
- Het gerecht in de kasselrij Kortrijk tijdens het ancien régime, in: De Leiegouw, 1977.
- De strafrechtelijke bevoegdheid van het leenhof van Ieper tijdens de 14de eeuw, in: Handelingen van het Genootschap voor Geschiedenis te Brugge, 1977.
- De organisatie en de bevoegdheden van de 'hoochpointers' en de 'vrijschepenen' van de kasselrij Kortrijk volgens een attest van 1669, in: De Leiegouw, 1977.
- Een dorpskeure te Meulebeke in de 16de eeuw, in: Biekorf, 1977.
- Het costumiere recht in de kasselrij Kortrijk tijdens de 15de en 16de eeuw, in: Handelingen van de Geschied- en Oudheidkundige Kring van Kortrijk, 1978.
- Het leenhof van Dendermonde, Geschiedenis van het rechtswezen te Dendermonde van de middeleeuwen tot op heden, Dendermonde, 1978.
- Kortrijkse rechtsaantekeningen, 1319-1402, in: Handelingen van de Koninklijke Commissie voor de Uitgave der Oude Wetten en Verordeningen van België, 1979 (samen met Frans Debrabandere).
- Het beroep tegen de vonnissen van de lagere rechtbanken bij de Raad van Vlaanderen', 1450-1550, in: Derde colloquium van Nederlandse en Belgische rechtshistorici, Amsterdam, 1979.
- Toverij en hekserij te Brugge in het jaar 1596, in: Volkskunde, 1980.
- Een heks te Waregem in het begin van de 17de eeuw, in: Jaarboek van de Geschied- en Heemkundige Kring "de Gaverstreke", 1980.
- De bibliotheek van mr. Filips Wielant 1483, in: Lias, 1981 (samen met G. Tournoy en D. Van den Auweele).
- Machtsmisbruik in heksenvervolgingen. Het proces tegen Tanneken Sconynx te Gottem in 1602-1603, in: Volkskunde, 1981.
- De rol van de pijniging in de 16de en 17de eeuwse heksenprocessen, in: Volkskunde, 1981.
- De bestraffing van weerspannigheid door de Raad van Vlaanderen in het begin van de 16de eeuw. Het proces Roeland Duernaghele, 1511-1513 in: Recht en instellingen in de oude Nederlanden tijdens de Middeleeuwen en Nieuwe Tijd. Liber amicorum J. Buntinx, Leuven, 1981.
- De 'Style ende maniere van procederen in de Camere van den Raede in Vlaenderen' (1521) van Fransoys de Rycke († 1525) ten onrechte toegeschreven aan Lambrecht van den Bryaerde, president van de Grote Raad van Mechelen, in: Tijdschrift voor Rechtsgeschiedenis, 1981.
- De ontwerpcostumen van Merelbeke en Lemberge (1612), in: Handelingen van de Koninklijke Commissie voor de Uitgave der Oude Wetten en Verordeningen van België, 1981.
- Joos de Damhouder, Pracktycke ende handbouck in criminele zaeken Leuven, 1555, Anastatische herdruk Roeselare, 1981. (samen met Jef Dauwe).
- Enkele nieuwe gegevens over Philips Wielant, in: Verslag voor het zesde Belgisch-Nederlands rechtshistorisch congres, Nijmegen, 1981.
- Heksenprocessen in Heestert in de tweede helft van de 17de eeuwee, in: De Leiegouw, 1982
- Een dierenproces in Ingelmunster in 1587, in: De Leiegouw, 1982.
- Lambrecht van den Bryaerde, rechtsgeleerde en diplomaat, in: Nationaal Biografisch Woordenboek, T. IX, Brussel, 1982.
- Frans de Rycke, advocaat bij de Raad van Vlaanderen, in: Nationaal Biografisch Woordenboek, T. IX, Brussel, 1982.
- Een autograaf van Phelips Wielant met zijn voorbereidende aantekeningen voor zijn 'Recueil des antiquités de Flandre', in: Lias, 1983.
- Schadelijke toverij en hekserij te Brugge en te Ieper in de 15de eeuw, in: Handelingen van het Genootschap voor Geschiedenis te Brugge, 1984.
- Misdaad en straf, in: De Europese middeleeuwen, Brussel, 1986.
- Een mislukte opknoping te Brugge in 1613. Mirakel of toeval?, in: Handelingen van het Genootschap voor Geschiedenis te Brugge, 1986.
- Het heksenproces tegen Arnouldyne van Rechem te Deinze in 1599, in: Handelingen der Maatschappij voor Geschiedenis en Oudheidkunde te Gent, 1987.
- De houding van de rechters tegenover hekserij in de Zuidelijke Nederlanden tijdens de 15de tot de 17de eeuw', in: Standen en Landen, 1987.
- Zelfmoord op aanraden van de duivel. Een merkwaardig vonnis in Sint-Eloois-Vijve in 1601, in: Jaarboek van de Geschied- en Heemkundige Kring "de Gaverstreke", 1987.
- Een heks op de brandstapel in Ingelmunster in 1607, in: De Leiegouw, 1987.
- L'histoire de la ville de Courtrai, ses institutions et son droit, in: Cornua legum, 1987.
- Lovanium docet. Geschiedenis van de Leuvense rechtsfaculteit, 1425-1914, Leuven, 1988, (samen met G. Van Dievoet en F. Stevens).
- De procesvoering in heksenprocessen, toegelicht aan de hand van het geding tegen Cathelyne Van den Bulcke te Lier in 1589, in: Heksen in de Zuidelijke Nederlanden. 16de-17de eeuw, Brussel, 1989.
- De keuren en statuten van de stad Roeselare van 1544-1545, in: Handelingen van de Koninklijke Commissie voor de uitgave der Oude Wetten en Verordeningen van België, 1989, (samen met R. Opsommer).
- Het heksenproces tegen Arnouldyne van Reckem te Deinze in 1599, in: Bijdragen tot de Geschiedenis der stad Deinze, 1989.
- Costumen van de stad en van de kasselrij Kortrijk, II: Turben afgenomen door de Kortrijkse Schepenbank 1485-1581, Verzameling der Oude Costumen van België. Costumen van het land en graafschap Vlaanderen. Kwartier Gent, Brussel, 1989.
- De strafbare poging bij Damhouder en Wielant en in de 15de en 16de eeuwse Vlaamse rechtspraktijk, in: Tijdschrift voor Rechtsgeschiedenis, 1990.
- La théorie sur la sorcellerie chez Wielant et Damhouder, in: Houd voet bij stuk. Xenia iuris historiae G. Van Dievoet oblata, Leuven, 1990, (samen met F. Stevens en D. Van den Auweele).
- Het onderscheid tussen de civiele en de criminele en de ordinaire en de extraordinaire strafrechtspleging in het Vlaamse recht van de 16de eeuw, in: Misdaad, zoen en straf. Aspecten van de middeleeuwse strafrechtsgeschiedenis in de Nederlanden (ed. H.A. Diederiks en H.W. Roodenburg), Hilversum, 1991.
- Het college van de baljuw, burgemeester en schepenen van de heerlijkheid en parochie Kuurne in de 17de en 18de eeuw, in: De Leiegouw, 1992.
- De 'Ordonnantien pollitijcque' van het ambacht Kortemark van 1629, in: Handelingen van de Koninklijke Commissie voor de Uitgave der Oude Wetten en Verordeningen van België, 1992, (samen met R. Opsommer).
- Van appellatiën ende reformatiën. De ontwikkeling van het hoger beroep bij de Audiëntie, de Camere van den Rade en de Raad van Vlaanderen (ca.1370-ca.1550), in: Tijdschrift voor Rechtsgeschiedenis, 1993.
- Gerechtelijke concurrentie inzake toverij in de kasselrij Kortrijk tijdens de 17de eeuw. Het proces Pieter de Vroe 1618-1633, in: De Leiegouw, 1993.
- Het gerecht in Menen in de 16de eeuw, in: 't Wingheroen, Heemkundige kring R. Barth, Menen, 1993.
- Was Tanneken Sconyncx een heks? Een analyse van haar proces in 1602-1603, in: De Roede van Tielt, 1994.
- Omdat zy compact ghemaect heeft met den boosen vyandt. Het heksenproces tegen Elisabeth de Bode in Heestert (1659), in: De Leiegouw, 1994.
- De gerechtelijke bevoegdheid van de Raad van Vlaanderen in vergelijking met de andere wetten. 1515-1621, in: Hoven en banken in Noord en Zuid, Brabantse rechtshistorische reeks, Assen, 1994.
- Op zoek naar een vader in het 16de eeuwse Vlaanderen. De zaak Jan vanden Brande tegen Betkin Heene, in: Handelingen van het Genootschap voor Geschiedenis te Brugge, 1994.
- Prostitutie en vrouwenhandel in de Nieuwste Tijd, in: Van badhuis tot Eroscentrum. Prostitutie en vrouwenhandel van de middeleeuwen tot heden, Brussel, 1995 (samen met N. Heeren).
- Editie van Filips Wielant. Verzameld werk. I. Corte instructie in materie criminele, Brussel, 1995.
- De strafrechtspleging bij heksenvervolgingen in het graafschap Vlaanderen (16de-17de eeuw), in: Colloquium 'Van geus, over toveresse tot heks, Beselare, 27 mei 1995', 1995.
- Strafprocesrechtelijk gewoonterecht in Vlaanderen en Brabant voor en na de criminele ordonnantiën van 1570, in: Handelingen van de Koninklijke Commissie voor de uitgave der Oude Wetten en Verordeningen van België, 1996.
- De Raad van Vlaanderen en de hervorming van het strafrecht (1756-1787), in: Tijdschrift voor Rechtsgeschiedenis, 1996.
- Van hekserij beschuldigd. Heksenprocessen in Vlaanderen tijdens de 16de en 17de eeuw, Kortrijk-Heule, 1996.
- Strafprocesrecht in Vlaanderen voor en na de criminele ordonnantiën van 1570, in: F. Van Hemelrijck (ed.), Recht en justicie. Handelingen van het XIIIe Belgisch-Nederlands Rechtshistorisch Congres K.U. Brussel, 1 en 2 december 1994, Brussel, 1997.
- De invoering van de bezitsvorderingen in het Vlaamse recht (1350-1420), in: Tijdschrift voor Rechtsgeschiedenis, 1997.
- De Raad van Vlaanderen, een soevereine justitieraad in strafzaken, in: Handelingen van het tweede Hof van Holland Symposium gehouden op 14 november 1997 in Den Haag, Den Haag, 1998.
- De toepassing van de regel 'Moeder maakt geen bastaard' in de interpretatie van een schenkingsakte. De zaak Philips Despieres, alias van der Poorte, contra Jan de Grendele (1580-1587), in: 'Om daermede vrijelijk te doen naar wil ende welgevallen', rechtshistorische opstellen aangeboden aan Prof. Mr A. Fl. Gehlen, Maastricht, 1998.
- De afschaffing van de bestraffing van zelfmoord in de Zuidelijke Nederlanden op het einde van de 18de eeuw, in: Van straffen gesproken, Faculteit Rechtsgeleerdheid, Leuven, 1998.
- Chronologische lijst van de Nederlandstalige geëxtendeerde sententiën van de Grote Raad van Mechelen (1581-1590), in: Handelingen van de Koninklijke Commissie voor de uitgave der Oude Wetten en Verordeningen van België, 1998.
- Editie Joos de Damhouder en zijn 'Practycke in civile saecken' 's Gravenhage, 1626, herdruk, Gent, 1999, (samen met J. Dauwe).
- Discussie over een schenking door de heer van Moorslede aan zijn bastaarden: de zaak Philips Despieres, alias van der Poorte contra Jan de Grendele, 1580-1587, in: R. Opsommer (ed.) Van Ieperse scholen en lenen, schilderijen en criminelen uit velerlei eeuwen, Ieper, 1999.
- Vergiftiging, tortuur en beroep tot nietigverklaring in de kasselrij Ieper: het proces Pieter Geloen, 1785-1786, in: R. Opsommer (ed.) Van Ieperse scholen en lenen, schilderijen en criminelen uit velerlei eeuwen, Ieper, 1999.
- Diksmuide, De Westvlaamse heksenstad?', in: Biekorf, 1999.
- Van vuylle faycten ieghens de nature. Bestialiteitsprocessen in het graafschap Vlaanderen op het einde van de 16de en het begin van de 17de eeuw, in: Biekorf, 2000.
- De rol van de wetgever en de rechter bij de strafrechtsbedeling volgens Goswin de Fierlant (1735-1804), in: Tijdschrift voor Rechtsgeschiedenis, 2000.
- De decriminalisering van de zelfdoding in de Oostenrijkse Nederlanden, in: Belgisch tijdschrift voor filologie en geschiedenis, 2000.
- De hoofdlijnen van de criminele strafprocedure in het graafschap Vlaanderen (16de tot 18de eeuw), in: C.H. Van Rhee, F. Stevens en E. Persoons (ed.), Voortschrijdend procesrecht. Een historische verkenning, Leuven, 2001.
- Heksenprocessen en andere toverijprocessen in het Land van Aalst en het Land van Dendermonde, in: Het Land van Aalst, 2001.
- Betrapping op heterdaad bij overspel: een eeuwenoude strafverminderende verschoningsgrond ...voor de man: een Brugse casus in 1555, in: Handelingen van het genootschap voor geschiedenis te Brugge, 2001.
- Heksenprocessen in de kasselrij Oudenaarde, in: Handelingen van de Geschied- en Oudheidkundige kring van Oudenaarde, 2002.
- Die Hexenprozesse in der Grafschaft Flandern (1495-1692). Chronologie, Soziographie, Geographie und Verfahren', in: H. Eiden en R. Voltmer (ed.), Hexenprozesse und Gerichtspraxis, Trier, 2002.
- Christyne Kints, de heks van Harelbeke in 1603, in: De Leiegouw, 2002.
- Een heksenproces in Olsene in 1603, in: Jaarboek van de Geschied- en heemkundige kring “De Gaverstreke”, Waregem, 2002.
- Heksenprocessen te Laarne in 1607-1608: een samenspel van 'krachten van onderen' en 'krachten van boven', in: Gedenkschriften van de Oudheidkundige Kring van het Land van Dendermonde, 2002.
- De eerste redactie van de Corte instructie omme de jonghe practisienen in materie civile van Filips Wielant (1508), in: Handelingen van de Koninklijke Commissie voor de uitgave van de Oude Wetten en Verordeningen van België, 2002.
- Meulebeke en Ooigem, twee dorpen met tovenaars en heksen in 1595, in: De Leiegouw, 2003.
- “Gewoonte breekt geen wet”. Een teleologische interpretatie van een oude ordonnantie door de Grote Raad van Mechelen in 1587, in: Tijdschrift voor Rechtsgeschiedenis, 2003.
- Een heksenproces in Olsene in 1603, in: Bijdragen tot de geschiedenis en de folklore van Machelen, Olsene en Zulte, 2002-2003.
- Heksen en hun buren in Frans-Vlaanderen, 16de tot 18de eeuw, Ieperse Historische studies, Ieper, 2004.
- Heksen, hun buren en hun vervolgers in de Leiestreek. Een sociale benadering van de heksenprocessen te Olsene en Dentergem in 1660-1670, in: Handelingen van de Maatschappij voor Geschiedenis en Oudheidkunde te Gent, 2003.
- "Wie zijn hand houdt, zijn land houdt". Gewoonterecht versus Romeins recht in het graafschap Vlaanderen tijdens de 15de en 16de eeuw in: Ad amicissimum amici scripsimus. Vriendenboek Raf Verstegen, Brugge, 2004.
- Het proces van Leyn Weckx in Hechtel-Eksel in 1725. Het laatste heksenproces in België?, in: Hechtel-Eksel, Historische en naamkundige bijdragen, Heemkundige Kring Hechtel-Eksel, 2005.
- Zes eeuwen strafrecht. De Geschiedenis van het Belgische strafrecht 1400-2000, Leuven, 2006.
- Spiegelstraffen in het Brugse strafrecht in de eerste helft van de 16de eeuw, in: Handelingen van het genootschap voor geschiedenis te Brugge, 2006.
- Geschiedenis van het familierecht. Van de late middeleeuwen tot heden, Leuven, 2006.
- L'idée d'un code criminel chez Goswin de Fierlant, in: G. Macours en R. Martinage (ed.), Les démarches de codification du Moyen-âge à nos jours, Brussel, 2006.
- De repressie van bendecriminaliteit door de soeverein-baljuw van Vlaanderen in het midden van de zestiende eeuw, in: Pro memorie. Bijdragen tot de geschiedenis der Nederlanden, 2006.
- De politieke verantwoordelijkheid voor koninklijke genadebesluiten in België tijdens de 19de eeuw (1830-1900), in: Tijdschrift voor Rechtsgeschiedenis, 2007.
- De invloed van de Brugse strafrechtspraktijk op de “Praxis rerum criminalium” van Joos de Damhouder (1507-1581), in: Handelingen van het Genootschap voor Geschiedenis te Brugge, 2007.
- Het verleiden van de dochter van de burgemeester van Kortrijk: een staatszaak ... in de 18de eeuw, in: De Leiegouw, 2008.
- Staatsbildung und Hexenprozesse in Flandern. Die Rolle des Provinzialjustizrates „Rat von Flandern”, in: J. Dillinger, J. M. Schmidt en D. Bauer (ed.), Hexenprozeß und Staatsbildung. Witch-Trials and State-Building, Bielefeld, 2008.
- Advocaten van de duivel? De verdediging aan het woord in heksenprocessen, in: G. Martyn, G. Donker, S. Faber en D. Heirbout, Geschiedenis van de advocatuur in de Lage Landen. Pro memorie. Bijdragen tot de rechtsgeschiedenis der Nederlanden, 2009.
- Repressie met maat? De omvang en de chronologie van de strafrechtelijke repressie van het Vlaamse burgeractivisme na de Eerste Wereldoorlog, in: P.A. Tallier en P. Nefors (ed.), En toen zwegen de kanonnen. Akten van het internationaal colloquium georganiseerd door het Rijksarchief en het Museum van het Leger en de Krijgsgeschiedenis (Brussel, 3-6 november 2008), Brussel, 2010.
- De jacht op de flaminganten. De strafrechtelijke repressie van de Vlaamsgezinde militairen aan het IJzerfront, Brugge, 2010.
- Het uur van de vergelding. Vlaamse activisten voor de krijgsraad van het Groot Hoofdkwartier van het Leger (23 januari tot 30 juni 1919). in: Wetenschappelijke tijdingen, 2010 & 2011.
- Een kerkelijke rechtbank aan het werk in de contrareformatie. De rechtspraak van de officialiteit van Brugge in 1585-1610, in: M. Decaluwé, V. Lambert en D. Heirbaut (ed.), Inter amicos. Liber amicorum Monique Van Melkebeke, Brussel, 2011.
- De strafrechtelijke repressie van het Vlaams activisme tijdens de Eerste Wereldoorlog in de Duitse krijgsgevangenkampen (november 1918 tot juli 1925) in: Wetenschappelijke tijdingen, 2011.
- Slechte Belgen! De bestraffing van het incivisme tijdens de Eerste Wereldoorlog door het Hof van Assisen van Brabant (1919-1929), Rijksarchief.
- Deserteurs voor de Vlaamse zaak. Over Vlaamsgezinde militairen die naar de vijand overliepen, Brugge, De Klaproos, 2012.
- Met de duivel op stap in Kortrijk. Heksenprocessen in 1598-1606 als symptoom van een harde tijd, in: De Leiegouw, 2012.
- La justice transitionnelle dans les affaires pénales après la Première Guerre mondiale en Belgique (1918-1928), in: Tijdschrift voor Rechtsgeschiedenis, 2012.
- Op stap met de duivel. Heksenprocessen in Europa en in de Nederlanden in een vogelvlucht, in: Heksen en heksenvervolging in de Kempen, Centrum voor de Studie van Land en Volk van de Kempen, 2013.
- Desertie naar de vijand in het Belgische frontleger tijdens de Eerste Wereldoorlog, Wetenschappelijke tijdingen, 2013.
- Inventaris van het archief van het Hof van Assisen van Brabant. Strafdossiers tegen incivieken van de Eerste Wereldoorlog 1919-1926, Algemeen Rijksarchief, Brussel, 2013.
- Inventaris van het archief van de krijgsauditeurs en krijgsraden te velde tijdens de Eerste Wereldoorlog (1914-1919), Algemeen Rijksarchief, Brussel, 2014.
- Six centuries of criminal law in the Southern Netherlands (1400-2000), Martinus Nijhoff, Leiden-Boston, 2014.
- De strafrechtelijke repressie van het incivisme in het Kortrijkse tijdens de Eerste Wereldoorlog na die oorlog (1918-1922), in: De Leiegouw, 2014.
- The force of law of decree-laws in Belgium during and after the First World War, in: The Legal History Review, 2015.
- De heksen en hun buren. Heksenprocessen in de Lage Landen 1598-1652, Leuven, 2015.
- Een buitengewone rechtbank voor politieke misdrijven: de krijgsraad van het Groot Hoofdkwartier van het Leger (1 januari 1919-30 september 1919), in: B. Delbecke en B. Debaenst ed., Malcontenten van de moderniteit. Het politiek misdrijf en de bescherming van de politieke structuren in België (1831-2013), Gent, 2016.
- Heksenvervolgingen in Poperinge (1650-1677). Heksenvervolgingen in Europa, België en het graafschap Vlaanderen, in: Handelingen van het Genootschap voor Geschiedenis te Brugge, 2016.
- De terechtstelling van een duivelse moordenaar op 23 februari 1673 in Poperinge, in: Handelingen van het Genootschap voor Geschiedenis te Brugge, 2016.
- Frans Van Cauwelaert als advocaat van de activisten na WO I, in: Wetenschappelijke Tijdingen, 2016
- Joost de Damhouder, een Brugs jurist met internationale invloed, in: De Kunst van het Recht. Drie eeuwen gerechtigheid in beeld, Tielt, 2016.
- Joost de Damhouder, an internationally influential jurist from Bruges, in: The Art of Law. Three Centuries of Justice Depicted, Tielt, 2016.
- De strafrechtelijke veroordeling van de Antwerpse volksvertegenwoordiger Leo Augusteyns wegens kwaadwillige verklikking aan de vijand (1918-1921), in: Pro Memorie. Bijdragen tot de rechtsgeschiedenis der Nederlanden, 2017.
- Twee Antwerpse volksvertegenwoordigers op de beklaagdenbank. De strafrechtelijke vervolging voor activisme van Leo Augusteyns en Adelfons Henderickx (1919-1920), in: Tijdschrift voor Rechtsgeschiedenis, 2017.
- Betrapping op heterdaad van overspel: een eeuwenoude verschoningsgrond voor doodslag van de ene op de andere echtgenoot of zijn medeplichtige?, in: Vlaamse stam, 2017.
- De onthoofding met de guillotine van twee Kortrijkse valsmunters in 1813, in: Handelingen van de Geschied- en Oudheidkundige kring van Kortrijk, 2018.
- De strafrechtelijke vervolging van het activisme in West-Vlaanderen (1918-1921), in: Handelingen van het Genootschap voor Geschiedenis te Brugge, 2018.
- De guillotine in Kortrijk (1816-1855), in: De Leiegouw, 2018.
- De eerste executies met de guillotine in Brugge. De moord in 'De Gaepaert' in Poperinge en de terechtstelling van twee leden van de bende van Salembier in 1796, in: Biekorf, 2018.
- De doodstraf in het Leiedepartement, 1796-1814, in: Pro Memorie. Bijdragen tot de rechtsgeschiedenis der Nederlanden, 2018.